# Birklichsgraben
Der Birklichsgraben ist ein etwa ein Kilometer langer Bach auf der Gemarkung des Birkenfelder Ortsteiles Billingshausen  im unterfränkischen Landkreis Main-Spessart, der aus nördlicher Richtung kommend von rechts in den Grundgraben mündet.

## Geographie

### Verlauf
Der Birklichsgraben entspringt auf einer Höhe von unter 240 m ü. NN auf der Marktheidenfelder Platte aus einer intermittierenden Quelle in einer landwirtschaftlich genutzten Zone am Südrand eines Mischwaldes südwestlich des Kämmeriches (293 m ü. NN) und nordnordöstlich von Billingshausen direkt südlich der Gemarkungsgrenze zu Zellingen-Duttenbrunn.
Das Bächlein fließt zunächst stark begradigt südwärts durch Felder und Wiesen, schlägt dann nach links einen kleinen Bogen und mündet schließlich auf einer Höhe von etwa 230 m ü. NN knapp hundertfünfzig Meter südwestlich des Weilers Lindenhof von rechts in den von Osten herziehenden Grundgraben.

### Einzugsgebiet
Das Einzugsgebiet des Birklichsgrabens ist etwa 3,0 km² groß. Es erstreckt sich vom höchsten Punkt darin auf dem 331 m ü. NHN hohen Gipfel des Lerchenbergs nordnordöstlich von Duttenbrunn etwas über 3,5 km weit nach Süden bis zur Mündung auf etwa 230 m ü. NHN in den Grundbach; quer dazu ist es bis zu 1,5 km breit. Schon oberhalb der Quelle an der Gemarkungsgrenze zieht sich über eindreiviertel Kilometer lang eine gewässerlose erkennbare Talung mit Namen Seehauser Grund auf der Achse des Baches nach Süden, die ungefähr an der St 2437 von Duttenbrunn nach Zellingen beginnt.
Nördlich der Wasserscheide über den Lerchenberg liegt der auf langem Anfangsabschnitt nur intermittierend wasserführende Lauf des Main-Zuflusses Ziegelbach. Jenseits der langen östlichen läuft die noch gewässerlose Obertalmulde des aufnehmenden Grundgrabens nach Süden. Westlich der Einzugsgebietsgrenze zieht in selber Richtung der Kettlichsgraben, der sich wenig abwärts in Billingshausen mit dem Grundgraben zum Karbach vereint.